# ویلیام آلوز
ویلیام آلوز (به پرتغالی: William Augusto Alves Conserva) مدافع عضو تیم فوتبال صنعت نفت آبادان و اهل برزیل است که در شهر ماریلیا و در تاریخ ۲۹ آوریل ۱۹۸۷ به دنیا آمده‌است.
ویلیام آلوز در تیم‌های فوتبال لیگ برتر برزیل (سری A) سابقهٔ حضور دارد. این بازیکن همچنین در تیم‌هایی از سری B و C برزیل، لیگ برتر پرتغال و لیگ هنگ کنگ نیز فعالیت داشته‌است.